# 沃爾納特克里克 (亞利桑那州)
沃爾納特克里克（英語：Walnut Creek）是位於美國亞利桑那州莫哈維縣的一個人口普查指定地區。根據2010年美國人口普查，該地人口為562人，而該地的面積約為3.98平方千米。

## 地理
該地的座標為35°07′52″N 114°07′37″W / 35.13111°N 114.12694°W，而該地最高點為海拔高度2040米（即6690英尺）。